# Centaurea elegantissima
Centaurea elegantissima — вид квіткових рослин айстрових (Asteraceae). Ендемік Іраку.